# تپه خزینه ۲
تپه خزینه ۲ مربوط به دوره اشکانیان است و در شهرستان کنگاور، بخش مرکزی، روستای خیرمندان واقع شده و این اثر در تاریخ ۳۰ تیر ۱۳۸۴ با شمارهٔ ثبت ۱۲۱۶۹ به‌عنوان یکی از آثار ملی ایران به ثبت رسیده است.